# The Flower of Doom
The Flower of Doom er en amerikansk stumfilm fra 1917 af Rex Ingram.

## Medvirkende
- Wedgwood Nowell som Sam Savinsky.
- Yvette Mitchell som Tea Rose.
- Nicholas Dunaew som Paul Rasnov.
- Millard K. Wilson som Harvey Pearson.
- Gypsy Hart som Neeva Sacon.